# 717
717 (DCCXVII na numeração romana) foi um ano comum do século VIII, do Calendário Juliano, da Era de Cristo, a qual teve início e fim numa sexta-feira, com a letra dominical C.
| ano completo                       |
| ---------------------------------- |
| Ano comum com início à sexta-feira |

## Eventos
- 15 de julho (data provável) — tropas terrestres e navais do Califado Omíada iniciam o segundo cerco árabe de Constantinopla, que duraria até 15 de agosto de 718.